# Río Rivilla
El río Rivilla, también llamado Rivillas y a veces referido como arroyo, es un río del suroeste de la península ibérica perteneciente a la cuenca hidrográfica del Guadiana, que transcurre por la provincia de Badajoz (España).

## Sobre su topónimo
Habría que reseñar, que no siempre fue llamado este cauce de este modo, pues como demuestran sus registros documentales en algunos mapas cartográficos, también aparecen desde antiguo con el diminutivo nombre de "Riverillas", o también "Revillas", en base a la hipótesis del topónimo adquirido por el municipio de Revilla en León, teniendo en cuenta que Badajoz, permaneció bajo el dominio de los leoneses (como confirma su propio escudo).

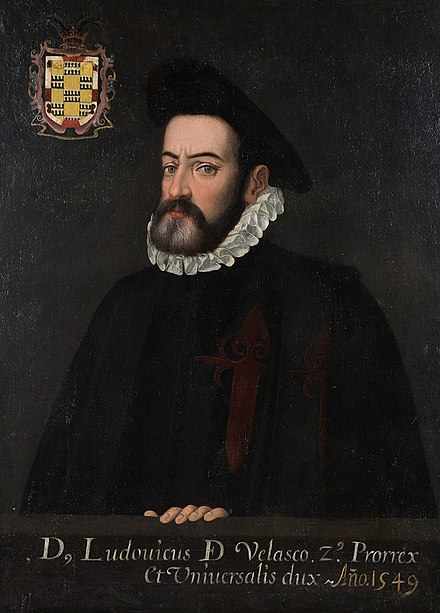

Otra hipótesis más plausible, es que este arroyo tomara el nombre en honor a uno de los pacenses afincados más insignes en el descubrimiento del Nuevo Mundo, llamado Don Pedro de Velasco y Martínez de Revilla (1510-1571), natural de la villa de Burgos y residente en Badajoz.  Fue capitán, explorador y conquistador en Perú, Señor de Santelices y de la Revilla (de ahí el topónimo del caudal), siendo miembro distinguido de las familias Fernández de Velasco Conde de Haro y Duque de Frías y Maestre  de la Orden de Santiago, Militar, político, corregidor de Badajoz, siendo de igual modo capitán de la Guarda Española de Felipe II, consejero de Guerra.

## Curso
La cabecera del Rivilla se encuentra en el entorno de la sierra de las Hurdanas, entre los términos municipales de Badajoz y Valverde de Leganés. El río discurre en sentido sur-norte a lo largo de unos 38 km hasta su desembocadura en el río Guadiana, en el centro histórico de la ciudad de Badajoz. 
Poco antes de su desembocadura recibe por la margen izquierda al río o arroyo Calamón. 

## Inundaciones
En noviembre de 1997, en apenas unos segundos, el Rivilla y los arroyos Matamoros y Calamón se desbordaron causando la mayor catástrofe de la historia de Badajoz y de Valverde de Leganés, las dos poblaciones más afectadas.